# Sắc lệnh Potsdam

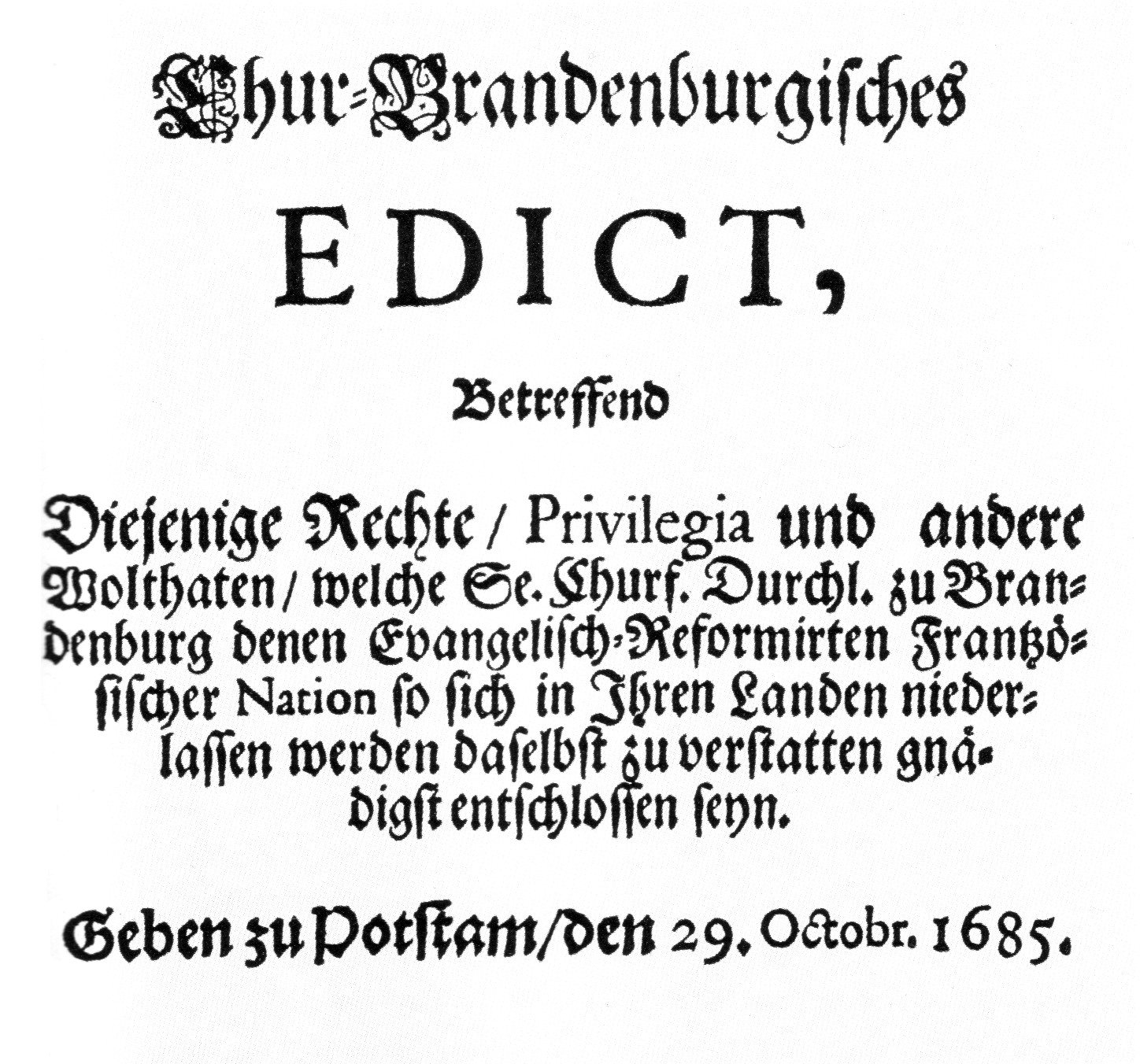
Sắc lệnh Chur-Brandenburg

Sắc lệnh Potsdam, cũng gọi là sắc lệnh khoan dung Potsdam, là một sắc lệnh khoan dung được tuyển hầu tước Friedrich Wilhelm I xứ Brandenburg cho ban hành vào ngày 29 Tháng 11 1685. Nhà tuyển hầu tước, trái ngược với đức tin Tin lành Luther của đa số người dân ở Brandenburg, theo đạo Calvin, cho phép những người bức hại vì tôn giáo ở Pháp cùng đức tin như ông, người Huguenot, được cư trú tự do và an toàn tại Brandenburg. Những người tị nạn đã được những đặc quyền, bao gồm miễn thuế và thuế hải quan, trợ cấp cho các doanh nghiệp kinh doanh và các mục sư được nhận lương của tuyển hầu quốc.
Bối cảnh của sắc lệnh này là sự tái sinh các cuộc đàn áp người Huguenot ở Pháp sau khi thu hồi lại sắc lệnh khoan dung Nantes bởi sắc lệnh Fontainebleau, mà vua Pháp Louis XIV ban hành vào ngày 18 Tháng 10 1685. Sắc lệnh Potsdam được ban hành sau đó có lẽ có sự tham dự của nhà thần học Jacques Abbadie.